# Подорожник пісковий
Подорожник пісковий, подорожник шорсткий як Plantago scabra (Plantago indica) — вид трав'янистих рослин родини подорожникових (Plantaginaceae), поширений у Північній Африці, Європі, західній і центральній Азії.

## Опис
Однорічна рослина 20–60(80) см заввишки. Стебла від висхідних до прямостійних, прості або розгалужені, облиствені, запушені, більш-менш залозисті зверху. Листки від ланцетних до лінійних, 1–3(5) мм шириною, 3–6(8) см завдовжки, негусто запушені простими, а іноді й залозистими волосками. Суцвіття (колоси) густі, компактні, 0.5–1.5 см; плодоніжки 1–6 см; нижні 2 приквітки 6–10 мм, верхні приквітки лише 3.5–4.5 мм. Квіти 4-дольні; віночкова трубка 3.5–4 мм, долі ≈2 мм, яйцевидно-ланцетні, гострі. Плід — коробочка.

## Поширення
Поширений у Північній Африці, Європі (крім півночі), західній і центральній Азії; інтродукований у деяких інших країнах.
В Україні вид зростає на пісках, уздовж доріг, на засмічених місцях — на всій території, в гірських районах — тільки в передгір'ях.

## Використання
Можна їсти листя, особливо молоде, у сирому стані або після приготування. Має таке ж лікарське застосування що й Plantago afra.

## Галерея

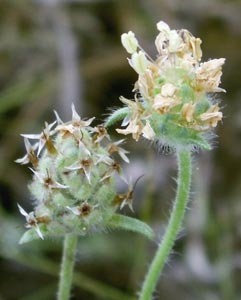
квіти
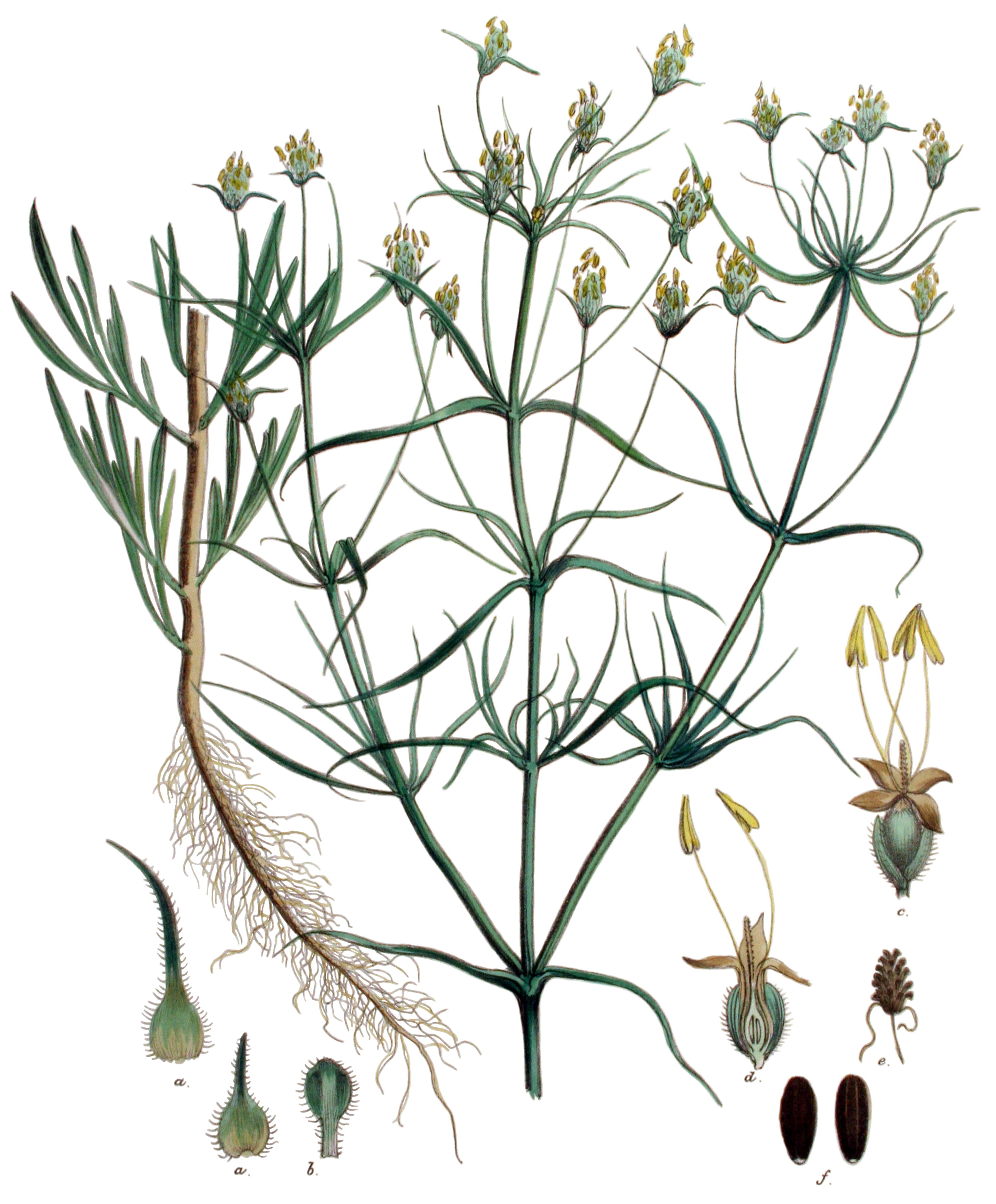
ілюстрація